# 요시가키 야스히로

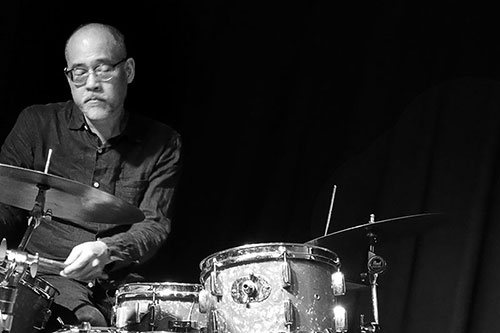

요시가키 야스히로(일본어: 芳垣安洋, 1959년 ~ )는 일본의 드럼 연주자, 작곡가이다.효고현 니시노미야시 출신.자신의 레이블 Glamorous 운영중.

## 경력
고등학교 3학년 때, 친구가 꼬드겨서 드럼을 시작했다. 간세이 가쿠인 대학 입학 후 경음악서클에 가입했다. 웨더 리포트의 Black Market이나 자코 파스토리우스와 같은 음악을 하고싶어서 재즈를 연주하기 시작했다. 대학때부터 간사이의 재즈클럽에서 연주를 시작해 84년부터는 클럽 로얄 호스의 정규 드러머로 일하기도 했다.
1989년 간사이를 무대로 삼은 즉흥 연주 밴드 얼터드 스테이츠를 기타리스트 우치하시 카즈히사, 베이시스트 나스노 미츠루와 결성했다. 이후 1992년엔 모던 쵸키쵸키즈에도 참여해서 메이저 데뷔를 한다. 도쿄에서 오토모 요시히데를 만나 그라운드 제로를 결성했고 베이시스트 不破大輔와는 시부사시라즈를, 카츠이 유지와는 ROVO를 결성했다.
1995년 한신·아와지 대지진을 계기로 거주지를 도쿄로 완전히 옮겼다. 99년에는 자신의 밴드 VINCENT ATMICUS를 시작했고 오토모 요시히데 뉴 재즈 퀸텟이나 키쿠치 나루요시의 DATE COURSE PENTAGON ROYAL GARDEN 등에 참여한다. 라이브를 정력적으로 할 뿐만 아니라 蜷川幸雄, 文学座 등에서 연극음악 등도 작업하고 있다. 해외 뮤지션과의 교류도 활발하다.

## 앨범 목록
Emergency!
- Loveman Plays Psychedelic Swing（2002年）
- Loveman Prays For Psychical Sing（2003年）
- Live In Copenhagen（2010年）

VINCENT ATMICUS
- VINCENT I（2002年）
- VINCENT II（2004年）
- VINCENT III（2005年）

Orquesta Nudge! Nudge!
- BATUKA!（2005年）
- Rhythm CHANT（2008年）

Orquesta Libre
- うたのかたち〰UTA NO KA・TA・TI（2012年）
- Can't Help Falling In Love〰好きにならずにいられない（2012年）